# Hoét đầu xám
Hoét đầu xám, tên khoa học Malacocincla cinereiceps là một loài chim trong họ Pellorneidae.